# سلطانة الزبيدية
سلطانة بن علي الزبيدي (780 - 843 هـ) شاعرة ومتصوفة ذات شهرة واسعة في الأوساط الحضرمية. قامت بدور إصلاحي رفعت به شأن قومها وبلدها وبرزت في ميدان التصوف علمًا من الأعلام حتى أطلق عليها علماء التاريخ "رابعة حضرموت".

## مولدها ونشأتها
ولدت ببادية العُر من ضواحي سيئون الشرقية سنة 780 هـ، وهي العراء الممتد شرقي قرية مريمة إلى نهاية الحوطة المعروفة اليوم بحوطة سلطانة، وهي البادية التي كانت تسكنها قبيلة آل الزبيدي. نشأت في أسرة بدوية تُعنى بأمور الرعي والماء والكلأ. إلا أن نفسيتها لم تكن كسائر الفتيات، حيث كانت تميل إلى الهدوء والعزلة وسماع أخبار الصالحين وأحوالهم في أمسيات القبيلة وأحاديثهم. وعلى هذا الحال نشأت ونمت وترعرعت، بل وتفتحت مواهبها على سماع الدعوة إلى الله ومجالسة أهل العلم والذكر.

## تصوفها
لقد تهيأ لها الأخذ بطريق التصوف في سن مبكرة ووجدت الطريق ممهدا لها، وبرغم أنها كانت تسكن بادية العُر حيث يسكن أهلها وقبيلتها إلا أن العديد من علماء تريم ودعاة الوادي في سيئون والغرفة وشبام وغيرها كانوا يترددون على تلك الناحية خلال أيام الأسبوع، ويمرون بتلك البادية ويشنفون الأسماع بالحكمة والموعظة الحسنة ويستجذبون حملة السلاح إلى أدب الإسلام ومعرفة حقوق أهله.
وكان أول من وضعت عليه حمل الأخذ وسند الاتصال بطريق التصوف هو الشيخ محمد بن أبي بكر باعباد، وكان مقيما بالغرفة قريبا من باديتها ومسكن قبيلتها. وهكذا اتجهت نحو شيوخ عصرها تزورهم في بيوتهم وتغشى أطراف مساجدهم وتجلس في محاضر ذكرهم ومواجيدهم. وكان أكثر اتصالها وارتباطها بالشيخ عبد الرحمن السقاف وأولاده، ولها فيهم العديد من المقالات والعبارات. وقد تأثر بموقفها أخويها عمر ومحمد، فقد أصبحوا عونًا لها فيما بعد على سلوك طريقة الصوفية.
كان وضع البادية وأسلوب حياتهم يساعدها على البروز باحتشام في أخريات المساجد وفي أطراف حلقات العلم والدعوة إلى الله وحضرات الذكر، وصارت مألوفة لدى الخاص والعام في تلك الناحية بهذا التفرد الغريب حيث أن واقع قبيلتها البدوي لا يألف مثل هذه الأحوال، لكنها استطاعت أن تنتزع الإعجاب الطوعي من قبيلتها أولا ثم تجد من شيوخ عصرها غاية العناية والرعاية حتى اشتهر صيتها وخبرها في وادي حضرموت. كما أنها عاشت متبتلة عازبة لم ترض بالزواج ولم تستشعره كمطلب. وأطلق عليها المؤرخون بعد ذلك اسم "رابعة حضرموت" نسبةً لرابعة العدوية إحدى الشخصيات المشهورة في عالم التصوف الإسلامي، وتختلف عن رابعة في كونها من حين نشأتها وهي متدرجة في أحوال ومقامات الصوفية.

## مآثرها
دعت إلى بناء رباط متكامل في نواحي بادية قبيلتها، يكون لها الإشراف عليه ونفقته، فتم لها ذلك، وبنت رباطها في قريتها ليكون رباط علم وطلب وإيواء للدارسين، ومنهم من وصفه بأنه رباط فقراء لإنزال الضيوف والغرباء وإعانة المحتاجين. وقد بقي هذا الرباط بعد وفاتها مدة من الزمان.

## شعرها
كانت سلطانة بن علي تعبر بالشعر الصوفي غير المتكلف عن أحاسيسها وحرارة وجدانها، وكان غالب أشعارها في المحبة الإلهية والأنس بالله وطاعته، ومنه جزء آخر في مدح شيوخها وتعظيم أحوالهم ومقاماتهم، ويتميز شعرها بميله إلى الأسلوب الشعبي الدارج والشعر الإنشادي الغنائي، وكثير منه ما ينشد إلى اليوم في (حضرة السقاف) بتريم منه ما تقوله في شيخها السقاف:

## وفاتها
توفيت بمنزلها الكائن ببلدة العُر سنة 843 هـ، ودفنت في امتداد القارة الجنوبي بعد أن شيعتها حضرموت في موكب مهيب، وبُني على ضريحها قبة وتكونت حول ضريحها قرية صغيرة تسمى باسمها حوطة سلطانة. ولها زيارة سنوية تستمر ليلة واحدة، في نجم "سعد الخبا" ويقع خلال الفترة من 5 إلى 17 سبتمبر من كل عام، وبالتحديد آخر يوم اثنين بأيام النجم.

### استشهادات
1. ↑  المقحفي، إبراهيم أحمد (2002). معجم البلدان والقبائل اليمنية. صنعاء، اليمن: دار الكلمة. ج. الأول. ص. 735.
2. ↑  "منظومة الجمانة في ترجمة حياة رابعة حضرموت الشيخة سلطانة". موقع الحبيب أبو بكر المشهور. 2018. مؤرشف من الأصل في 2022-05-01.
3. ↑  الحامد، صالح بن علي (2003). تاريخ حضرموت. صنعاء، اليمن: مكتبة الإرشاد. ج. الثاني. ص. 793.
4. ↑  الحبشي، عبد الله بن محمد (1988). معجم النساء اليمنيات. صنعاء، اليمن: دار الحكمة اليمانية. ص. 113.
5. ↑  الشاطري، محمد بن أحمد (1994). أدوار التاريخ الحضرمي. المدينة المنورة، السعودية: دار المهاجر. ج. الثاني. ص. 308.
6. ↑  السقاف، عبد الرحمن بن عبيد الله (2005). إدام القوت في ذكر بلدان حضرموت. جدة، السعودية: دار المنهاج. ص. 757. مؤرشف من الأصل في 2022-08-23.
7. ↑  "رابعة حضرموت .. الشيخة سلطانة بنت علي الزُبيدي". الأحقاف نيوز. 2021. مؤرشف من الأصل في 2023-02-19.
8. ↑  "سيئون... مدينة التاريخ وسلطانة الملاذ الروحي". خيوط. 2021. مؤرشف من الأصل في 2021-12-06.